# 武庚禄父
武庚禄父（ぶこうろくほ、生没年不詳）は、中国周王朝の武将。武庚禄父を一人の人名とする『史記』の説があるが、武庚と禄父という『論衡』などの二人の人名説が妥当である。

## 概要
周武王は殷紂王を打倒したが、殷王朝の祭祀は殷の旧領土に封じた武王の子の武庚と禄父に継承させた。武庚は殷の故都（安陽）に封じられ、禄父は梁山出土の銅器の銘文からみて、梁山に封じられた。武庚は周王朝に反乱、禄父も加担したが、周公旦や召公奭に平定された。

## 史書のなかの武庚禄父
『後漢書』東夷伝に「管、蔡は周に畔き、すなわち夷狄を招き誘う。周公これを征し、遂に東夷定まる。康王の時、粛慎また至る。後に徐夷、僭号し、すなわち九夷を率いて以て宗周を伐ち、西して河の上に至る。穆王、そのまさに熾んなるを畏れ、すなわち東方諸侯を分かち、徐偃王に命じてこれを主せしむ」とある。管は河南省鄭州の地でここに周武王の弟の管叔鮮が封じられた。蔡は河南省上蔡県の地で管叔鮮の弟の蔡叔度が封じられた。管叔鮮と蔡叔度は周武王の死後、殷紂王の子の武庚禄父とともに、周成王と周公旦らに反乱を起こしたが、平定された。